# Оливье I де Клиссон
Оливье I де Клиссон (фр. Olivier I de Clisson; 1205—1262) — бретонский аристократ, сын Гийома де Клиссона и Констанции де Поншато. Известен в первую очередь из-за его конфликтов с единоутробными братьями и герцогом Бретонским.

## Биография
Оливье де Клиссон родился в 1205 году в семье Гийома де Клиссона и Констанции де Поншато. Его отец, по-видимому, умер во время крестового похода, после чего Констанция вступила во второй брак — с Эрве де Блэном. У Оливье появились двое единоутробных братьев, Эд де Пон и Гийом де Фресне. Его отчим управлял землями Клиссонов, пока Оливье был несовершеннолетним.
Примерно в 1251 году, когда Констанция де Поншато умерла, между тремя её сыновьями начался конфликт из-за наследства, потребовавший вмешательства герцога. Эд и Гийом заключили соглашение с Жаном I, чтобы закрепить материнские владения за собой; в случае, если бы эти земли достались Оливье, герцог обещал Эду и Гийому владения равной ценности. Началась война. Клиссон обратился за справедливостью к королю и нашел союзника в лице Алена д'Авогура, сеньора Майенна и Динана, наследника графов Ренна и соперника бретонских герцогов. Тот дал показания в пользу Оливье I перед парламентом Парижа. Согласно парламентскому постановлению, Клиссон должен был получить назад все свои владения, но на него накладывалось обязательство выплатить герцогу 4000 ливров, пообещать прекратить военные действия и не подавать больше никаких судебных исков. Он не мог требовать от герцога компенсации за свой разрушенный замок. Эд де Пон и Гийом де Фресне сохраняли за собой часть наследства. 
В браке Оливье I с дочерью графа Пантьевра родились сыновья Оливье II и Гийом.